# Carla Ragionieri
Carla Ragionieri (Firenze, 26 gennaio 1917 – Milano, 6 settembre 2007) è stata una regista, pianista e attrice italiana.

## Biografia
Diplomata in pianoforte al Conservatorio Luigi Cherubini di Firenze, inizia nel 1940 la propria carriera concertistica in Italia e all'estero, frequentando parallelamente corsi di recitazione. Entra quindi nella compagnia di Antonio Gandusio dove lavora accanto ad attori quali Salvo Randone e Paola Borboni.
Durante la seconda guerra mondiale si divide tra concerti e teatro, ma alla fine del conflitto abbandona tutto per lanciarsi nell'avventura del cinema. Doppiaggio, montaggio, segreteria di edizione, aiuto regia: un'esperienza fruttuosa che la porta, quando nel gennaio del 1954 nasce la televisione italiana, ad essere chiamata dalla Rai dove, in pochi mesi, diventa regista.
In ragione della propria formazione musicale, le prime trasmissioni delle quali cura la regia sono prevalentemente concerti, balletti e opere liriche. Si dedica poi alla rivista che resterà la sua grande passione; suoi sono tutti, o quasi, i programmi di Giorgio Gaber da Canzoniere minimo a Questo e quello, da Le nostre serate a Milano cantata. In queste trasmissioni dei primi anni sessanta si ritrovano rare immagini di cantanti come Lucio Battisti e Luigi Tenco che cantano le proprie prime canzoni, diventate poi famosissime; immagini da allora inscindibilmente associate a quegli artisti.
Nel 1968 le è affidata la regia de I viaggi di Gulliver, rivisitazione dell'omonimo romanzo di Jonathan Swift in forma di commedia musicale per opera di Umberto Simonetta; è questa trasmissione televisivamente innovativa poiché prevede la partecipazione, nella stessa sequenza, di attori e piccoli pupazzi, oltre disporre di colonna sonora creata dal giovane e ancora sconosciuto Fabrizio De André.
Tra le trasmissioni la cui regia è dovuta a Carla Ragionieri, sono da ricordare le commedie musicali di Garinei e Giovannini: Rinaldo in campo con Domenico Modugno, Enrico '61 e Il giorno della tartaruga con Renato Rascel e, tra gli spettacoli del sabato sera, Palcoscenico musicale e Qui ci vuole un uomo con Lauretta Masiero e Johnny Dorelli, Il signore ha suonato? con Enrico Simonetti, Jolly e Stasera sì con il Quartetto Cetra.
Nel 1978 ha seguito Mike Bongiorno nei nuovi studi televisivi di Telemilano.

## Filmografia
- Guglielmo Tell - L’arciere della Foresta Nera, regia di Giorgio Pàstina (1948), assistente alla regia
- La mano della morta, regia di Carlo Campogalliani (1949), assistente alla regia
- Gente così, di Fernando Cerchio (1949), assistente alla regia
- Capitan Demonio, regia di Carlo Borghesio (1950), segretaria di edizione
- La favorita, regia di Cesare Barlacchi (1952), assistente alla regia
- Il figlio di Lagardère, regia di Fernando Cerchio (1952), assistente alla regia
- Traviata '53, regia di Vittorio Cottafavi (1953), assistente alla regia
- Il tesoro del Bengala, regia di Gianni Vernuccio (1953), assistente alla regia
- Il cavaliere di Maison Rouge, regia di Vittorio Cottafavi (1953), assistente alla regia
- Canzoni a due voci, regia di Gianni Vernuccio (1953), assistente alla regia
- Avanzi di galera, regia di Vittorio Cottafavi (1954), assistente alla regia
- La corda d'acciaio, regia di Carlo Borghesio (1954), assistente alla regia
- La voce che uccide, regia di Aldo Colombo (1956), sceneggiatura di Silverio Blasi e Carla Ragioneri

## Televisione

### Regista
- Una voce nella sera. Viaggi musicali con Jia Thamoa, trasmessa il 20 febbraio e 5 marzo 1956.
- Una voce nella sera. Canzoni al caminetto con Teddy Reno, dal 12 marzo al 1 aprile 1956.
- Settenote, 11 puntate, dal 13 settembre 1956 al 28 maggio 1957.
- L'ultima stanza, di Graham Greene, 13 febbraio 1957.
- Profonde sono le radici, di James Gow e Arnaud D'Usseau, 18 marzo 1957.
- Zurlì, mago del giovedì, 11 aprile, 2 e 23 maggio 1957.
- Lascia o raddoppia?, puntata del 18 luglio 1957.
- Il mercato di Malmantile, di Domenico Cimarosa, 4 settembre 1957.
- Una voce nella sera, con Rino Salviati, 13 ottobre 1957.
- Guglielmo Tell, di Gioachino Rossini, 1 gennaio 1958.
- Saltamartino. Settimanale per i più piccini, 5 marzo 1958.
- Lascia o raddoppia?, 4 puntate, dal 5 al 26 giugno 1958.
- L'elisir d'amore, di Gaetano Donizetti, 2 luglio 1958.
- Lei e gli altri. Settimanale di vita femminile, 30 maggio, 11 e 18 luglio 1958.
- Mostra della moda italiana a Firenze, 16 agosto 1958.
- Il nostro prossimo, di Alfredo Testoni, 5 novembre 1958.
- I maestri cantori di Norimberga, di Richard Wagner, 14 dicembre 1958.
- Il medico per forza, di Molière, 13 marzo 1959.
- Lu cavaleri Pidagna, di Luigi Capuana, 18 marzo 1959.
- Daphnis et Chloé, di Maurice Ravel, 21 marzo 1959.
- Condanna e morte di Socrate, dai Dialoghi di Platone, 25 marzo 1959.
- Lei e gli altri. Settimanale di vita femminile, 23 puntate, dal 3 aprile all'11 dicembre 1959.
- Balletti di Luciana Novaro, 28 aprile 1959.
- Una storia di Pupi. Coreografia di Luciana Novaro, 16 giugno 1959.
- L'amica di nonna Speranza. Coreografia di Luciana Novaro, 30 giugno 1959.
- La valse, di Maurice Ravel, 17 ottobre 1959.
- Il matrimonio per concorso, di Carlo Goldoni, regia televisiva, 8 dicembre 1959.
- Il Duca d'Alba, di Gaetano Donizetti, regia televisiva, 27 dicembre 1959.
- Lei e gli altri. Settimanale di vita femminile, 18 puntate, dall'8 gennaio al 24 giugno 1960.
- Tempo europeo, 2 marzo 1960.
- Parata di marzo. Varietà musicale, 13 marzo 1960.
- Il ventaglio. Panorama di spettacoli, 23 e 30 marzo 1960.
- Il revisore, di Nikolaj Gogol, 6 maggio 1960.
- Alla fiera di Mago Zurlì, 4 puntate, dal 9 al 30 luglio 1960
- Galleria. Nicolas Poussin nelle sale del Louvre, 30 settembre 1960.
- Enigmi e tragedie della storia. La pazzia di Torquato Tasso, 8 ottobre 1960.
- Adelchi, di Alessandro Manzoni, 3 marzo 1961.
- Il trovatore, di Giuseppe Verdi, 30 aprile 1961.
- Alla fiera di Mago Zurlì, 7 puntate, dal 13 maggio al 24 giugno 1961.
- La stirpe di Davide, di Franco Mannino, 16 maggio 1961.
- Concerto in mi minore op. 64 per violino e orchestra, di Felix Mendelssohn Bartholdy, 6 giugno 1961.
- Campionato sud europeo di ballo per professionisti, 23 settembre 1961.
- Quel che passa il convento, di Katherine Arthur, 17 settembre 1961.
- Canzoni in vacanza, 14 dicembre 1961.
- Kirie e Gloria, dalla Messa in si minore per soli, coro e orchestra, di Johann Sebastian Bach, 25 dicembre 1961.
- Petrouchka, di Igor' Fëdorovič Stravinskij, 13 gennaio 1962.
- Quando è ora, è ora!, di Giancarlo Fusco, 23 febbraio 1962.
- Le donne di buon umore, coreografie di Luciana Novaro, 3 marzo 1962.
- Ernesto il modesto, di Dino Buzzati, 30 marzo 1962.
- Coppélia, di Léo Delibes, 31 marzo 1962.
- Ancora due albe, di Isa Citton Pastorelli, 19 aprile 1962.
- La serva della Madonna, di Riccardo Bacchelli, 30 aprile 1962.
- La pagella, di Achille Campanile, 7 giugno 1962.
- Giambattista Cima da Conegliano, in occasione della mostra allestita a Treviso, 19 settembre 1962.
- Paesaggio e ideale classico nella pittura del '600, in occasione della mostra allestita a Bologna, 26 settembre 1962.
- VI Concorso Nazionale Voci nuove per la canzone, 3 ottobre 1962.
- La folle giornata ovverosia Il matrimonio di Figaro, di Pierre-Augustin Caron de Beaumarchais, regia televisiva, 22 ottobre 1962.
- Rinaldo in campo, di Garinei e Giovannini, regia televisiva, 3 puntate, dal 24 novembre all'8 dicembre 1962.
- Sinfonia n. 1 in do maggiore op. 21, di Ludwig van Beethoven, 5 gennaio 1963.
- Il cavallino di legno, di Gianna Manzini, 9 gennaio 1963.
- Sinfonia n. 2 in re maggiore op. 36, di Ludwig van Beethoven, 12 gennaio 1963.
- Sinfonia n. 3 in mi bemolle maggiore op. 55 "Eroica", di Ludwig van Beethoven, 19 gennaio 1963.
- Un alibi per me, di Ferruccio Turrini, 23 e 30 gennaio 1963.
- Sinfonia n. 4 in si bemolle maggiore op. 60, di Ludwig van Beethoven, 26 gennaio 1963.
- Sinfonia n. 5 in do minore op. 67, di Ludwig van Beethoven, 2 febbraio 1963.
- Sinfonia n. 6 in fa maggiore op. 68 "Pastorale", di Ludwig van Beethoven, 9 febbraio 1963.
- Sinfonia n. 7 in la maggiore op. 92, di Ludwig van Beethoven, 16 febbraio 1963.
- Sinfonia n. 8 in fa maggiore op. 93, di Ludwig van Beethoven, 23 febbraio 1963.
- Rocky Rock, di Giovanni Arpino, 27 febbraio 1963.
- Sinfonia n. 9 in re minore op. 125 per soli, coro e orchestra, di Ludwig van Beethoven, 9 marzo 1963.
- La traviata, di Giuseppe Verdi, 28 aprile 1963.
- Concerto di musica da camera del pianista Aldo Ciccolini, 13 maggio 1963.
- Concerto di musica da camera del duo pianistico Lydia e Mario Conter, 22 e 29 maggio 1963.
- Concerto di musica da camera del violinista Tibor Varga e del pianista Werner Genuit, 10 giugno 1963.
- Concerto di musica da camera della violinista Pina Carmirelli e del pianista Sergio Lorenzi, 15 luglio 1963.
- Charles Perrault, per la rubrica Cantafiaba, 15 e 22 luglio 1963.
- I fratelli Grimm, per la rubrica Cantafiaba, 29 luglio e 5 agosto 1963.
- Hans Christian Andersen, per la rubrica Cantafiaba, 12 e 19 agosto 1963.
- Carlo Collodi, per la rubrica Cantafiaba, 26 agosto 1963.
- Follie d'estate, show acquatico in 10 puntate, dal 28 luglio al 29 settembre 1963.
- Canzoniere minimo, con Giorgio Gaber, 10 puntate, dal 5 ottobre al 16 dicembre 1963.
- L'avaro, di Molière, 27 dicembre 1963.
- Il collegio degli scandali, di Arthur Wing Pinero, co-regia di Flaminio Bollini, 17 gennaio 1964.
- Ernani, di Giuseppe Verdi, regia televisiva, 26 gennaio 1964.
- Milano cantata, di Umberto Simonetta, 9 maggio 1964.
- Sinfonia fantastica, di Hector Berlioz, 16 luglio 1964.
- La forza del destino, di Giuseppe Verdi, regia televisiva, 21 luglio 1964.
- Enrico '61, di Garinei e Giovannini, regia televisiva, 3 puntate, dal 27 agosto al 10 settembre 1964.
- Questo e quello, con Giorgio Gaber, 7 puntate, dal 17 settembre al 5 novembre 1964.
- La principessa Radicchio, di Alessandro Brissoni, 7 ottobre 1964.
- Appuntamento con Gene Pitney, 15 ottobre 1964.
- Der Schwanendreher e Trauermusik, di Paul Hindemith, 2 febbraio 1965.
- Carnevale con Mago Zurlì, 2 marzo 1965.
- Incontro con Timi Yuro, 9 aprile 1965.
- Le sinfonie e i preludi di Verdi, 31 maggio e 7 giugno 1965.
- Clandestino a bordo. Pretesto per tre farse con Pietro De Vico, 30 giugno 1965.
- Ohei! Son qui. Incontro con Enzo Jannacci, 16 luglio 1965.
- Confidenziale per 4000. Spettacolo musicale, 18 agosto 1965.
- Recital di Mario Petri, 11 dicembre 1965.
- Le nostre serate, con Giorgio Gaber, 6 puntate, dal 17 dicembre 1965 al 16 gennaio 1966.
- Palcoscenico musicale, con Lauretta Masiero e Johnny Dorelli, 7 puntate, dal 3 marzo al 21 aprile 1966.
- Il giorno della tartaruga, di Garinei e Giovannini, regia televisiva, 7 e 8 agosto 1966.
- Incontro con Carmen Villani, 30 ottobre 1966.
- Incontro con Bruno Lauzi, 7 novembre 1966.
- Il signore ha suonato?, con Enrico Simonetti e Isabella Biagini, 8 puntate, dal 10 novembre al 29 dicembre 1966.
- Incontro con Luigi Tenco, 14 novembre 1966.
- Incontro con I Giganti, 18 febbraio 1967.
- Chi ti ha dato la patente?, di Enrico Vaime, 5 puntate, dal 23 giugno al 25 luglio 1967.
- Fort Alamo. Canzoni e storie del vecchio west. Presenta Giorgio Gaber, 8 puntate, dal 22 luglio al 9 settembre 1967.
- Incontro con Adamo, 24 novembre 1967.
- Qui ci vuole un uomo, con Lauretta Masiero, 6 puntate, dal 14 dicembre 1967 al 18 gennaio 1968.
- L'esame di Pulcinella. Spettacolo di carnevale, 25 febbraio 1968.
- Zecchino d'Oro, 17, 18 e 19 marzo 1968.
- La festa della mamma, con Mago Zurlì, 12 maggio 1968.
- Vetrina di Un disco per l'estate, 27 maggio 1968.
- L'acceleratore, con Febo Conti, 8 puntate, dal 17 agosto al 5 ottobre 1968.
- Incontri d'amore. Poesie di Jacques Prévert, 2 gennaio 1969.
- Gulliver, di Umberto Simonetta ed Enrico Vaime, 10 puntate, dal 19 gennaio al 23 marzo 1969.
- Concerto sinfonico. Direttore Eugen Jochum, violino solista Konstanty Kulka, 10 marzo 1969.
- Speciale per voi, con Renzo Arbore, dal 18 marzo al 20 maggio 1969 (8 puntate di 9).
- Háry János, suite dal Liederspiel op. 15, di Zoltán Kodály, 21 aprile 1969.
- Sinfonia n. 4 in mi bem. magg. "Romantica", di Anton Bruckner, 13 ottobre 1969.
- Incontro con Mauro Lusini, 14 ottobre 1969.
- Musiche di Riccardo Zandonai, 8 dicembre 1969.
- La domenica è un'altra cosa, 14 puntate, dal 5 aprile al 5 luglio 1970.
- Il negro bianco, di Inisero Cremaschi, 20 agosto 1970.
- Jolly, con il Quartetto Cetra, 7 puntate, dal 6 dicembre 1970 al 17 gennaio 1971.
- Per un gradino in più, di Marcello Marchesi, 11 puntate, dal 28 febbraio al 23 maggio 1971.
- Va' fuori d'Italia. Rapsodia di canti del Risorgimento, 21 maggio 1971.
- Stasera sì, con il Quartetto Cetra, 9 puntate, dal 24 ottobre al 19 dicembre 1971.
- Piccola ribalta. Rassegna di vincitori di concorsi ENAL, 24 e 25 dicembre 1971.
- Finalmente domenica. Spettacolo musicale a cura di Maurizio Costanzo, 8 puntate, dal 21 maggio al 9 luglio 1972.
- Foto di gruppo, di Castellano e Pipolo, 8 puntate, dal 3 febbraio al 24 marzo 1974.
- Kramer!, con Gorni Kramer, 15 e 22 maggio 1976.
- Parlami d'amore... Musiche di Cesare Andrea Bixio, 5 giugno 1976.

### Sceneggiatrice
- Piccolo mondo antico di Antonio Fogazzaro, regia di Silverio Blasi. Trasmessa dal 26 ottobre al 23 novembre 1957 (5 puntate)

## Radio

### Regista
- Ciao Domenica con Delia Scala (dal 19 gennaio al 13 luglio 1975, 24 puntate)
- Niente applausi, per favore con Sandra Milo (dal 7 luglio al 6 ottobre 1975, 13 puntate)

### Attrice
- Furia d'estate di James Broughton, regia di Umberto Benedetto, nella parte della signorina Tuckle. Compagnia di prosa di Radio Firenze, trasmessa il 3 dicembre 1948
- I fiori di Serafin e Joaquin Álvarez Quintero, regia di Umberto Benedetto, nella parte di Clarita. Compagnia di prosa di Radio Firenze, trasmessa il 27 dicembre 1948

## Teatro

### Regista
- La bella addormentata si sveglia, di Cesare Giardini, Milano, Angelicum, 22 ottobre 1966.
- Pulcinella e il drago Fetonte, di Nino Bruschini, Milano, Angelicum, 21 gennaio 1967.
- I vestiti dell'imperatore di Gici Ganzini Granata, Milano, Angelicum, 18 novembre 1967.
- Alì Babà e i 40 ladroni, di Gici Ganzini Granata, Milano, Angelicum, 30 novembre 1968.
- Demetrio o le schiacciatine di Atene, di Anna Maria Romagnoli, Milano, Angelicum, 7 febbraio 1970.
- L'ultima diligenza per Fort Laramie, di Gici Ganzini Granata, Milano, Angelicum, 23 gennaio 1971.
- Il rischiadrago, di Gici Ganzini Granata e Theo Favero, Milano, Teatro dell'Arte, 14 novembre 1973.

### Attrice
- Minna di Barnhelm, di Gotthold Ephraim Lessing, regia di Celestino Celestini, Firenze, Teatro Sperimentale del GUF, 15 marzo 1941.
- La procura, di Turi Vasile, regia di Alessandro Brissoni, Firenze, Teatro Sperimentale dei GUF, 21 aprile 1941.
- Temporale, di Mario Roberto Cimnaghi, regia di Vieri Bigazzi, Firenze, Teatro Nazionale dei GUF, 10 marzo 1942.
- Orestiade, di Eschilo, regia di Giorgio Venturini, Milano, Teatro Manzoni, 7 maggio 1942.
- Don Gil dalle calze verdi, di Tirso de Molina, regia di Giorgio Venturini, Firenze, Teatro della Pergola, 28 novembre 1942.